# Jan Krahelski
Jan Krahelski (ur. 25 maja 1884 w Mazurkach, zm. 23 stycznia 1960 w Gdańsku) – polski polityk, wojewoda poleski. 

## Życiorys
Ukończył Wyższą Szkołę Techniczną w Pradze z tytułem inżyniera melioracji. W czasie I wojny światowej służył w wojsku rosyjskim. Po jej zakończeniu wstąpił do Wojska Polskiego, w którym dosłużył się stopnia podpułkownika. W latach 1921–1922 kierował Podkomisją Poleską Mieszanej Komisji Granicznej na Wschodzie. Po odejściu z wojska, 9 marca 1925 został referentem w poleskim Urzędzie Wojewódzkim, następnie zaś 10 stycznia 1926 - kierownikiem starostwa w Łunińcu. Od 23 grudnia 1926 do 8 września 1932 zajmował stanowisko wojewody poleskiego (od 14 lipca 1926 był p.o. wojewody). Od 1932 do przejścia na emeryturę w 1935 był inspektorem melioracji w Ministerstwie Rolnictwa. Po przejściu na emeryturę mieszkał w majątku Mazurki k. Baranowicz, którego był właścicielem.
Pochowany na Cmentarzu Srebrzysko w Gdańsku (rejon V, kwatera TAR VII-6-243).

## Rodzina
Jan Krahelski był synem Aleksandra i Jadwigi Krahelskich, bratem Wandy Krahelskiej-Filipowiczowej, mężem Janiny (zm. 1976), ojcem Krystyny Krahelskiej.

## Ordery i odznaczenia
- Krzyż Komandorski Orderu Odrodzenia Polski (10 listopada 1928)[3]

## Przypisy

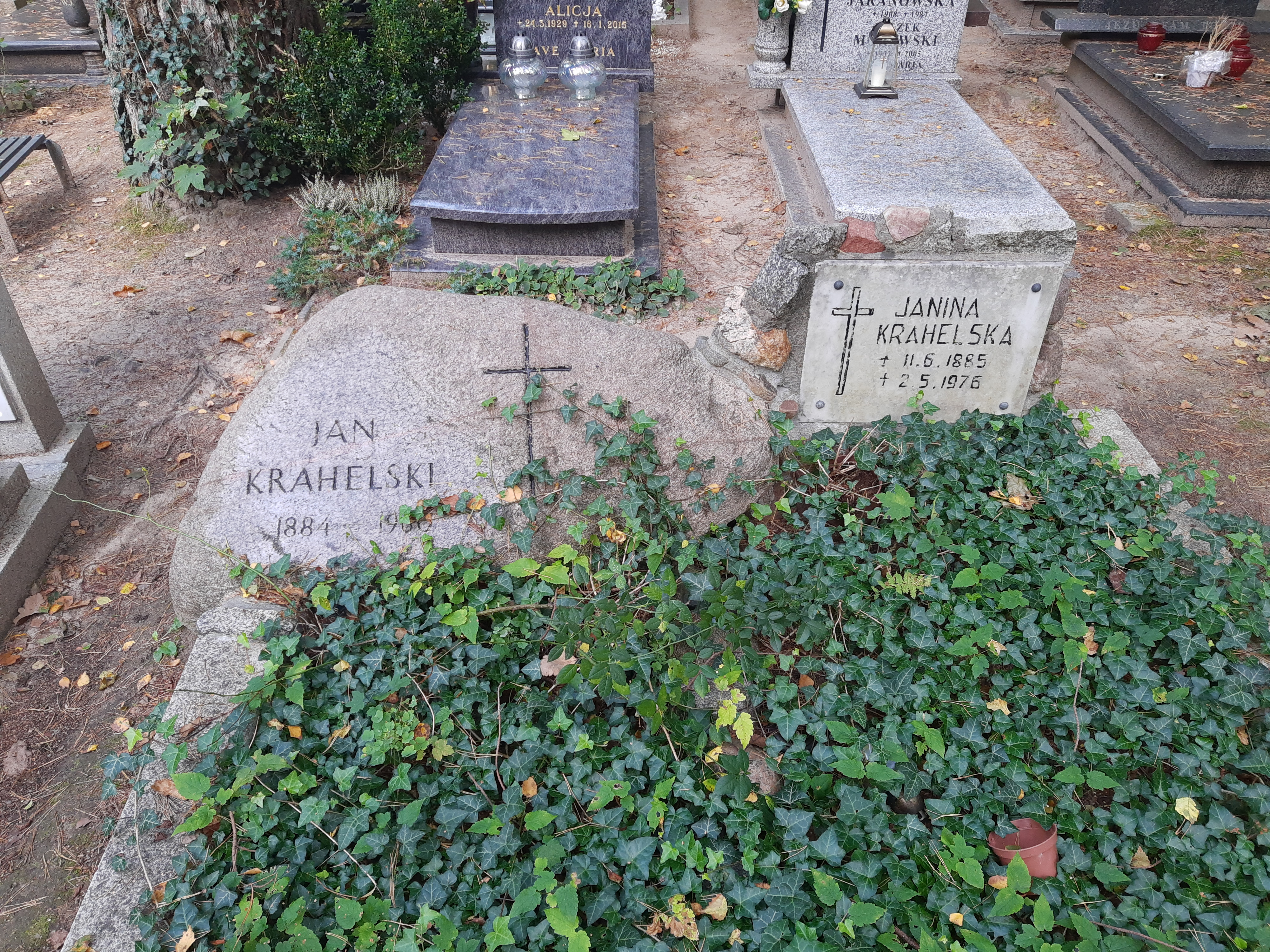
Grób Jana Krahelskiego na cmentarzu Srebrzysko